# Chiesa dei Santi Aquila e Priscilla
La chiesa dei Santi Aquila e Priscilla è una chiesa di Roma, nel quartiere Portuense, in via Pietro Blaserna.

## Storia
Essa fu costruita su progetto dell'architetto Ignazio Breccia Fratadocchi ed inaugurata dal cardinale vicario Ugo Poletti il 10 maggio 1992. Fu Giovanni Paolo II a consacrare la chiesa, in occasione della sua visita, il 15 novembre dello stesso anno.
La chiesa è sede parrocchiale, istituita il 5 novembre 1971 con il decreto del cardinale vicario Angelo Dell'Acqua Neminem fugit. Essa inoltre è sede del titolo cardinalizio dei “Santi Aquila e Priscilla”, istituito da papa Giovanni Paolo II il 26 novembre 1994.

## Descrizione

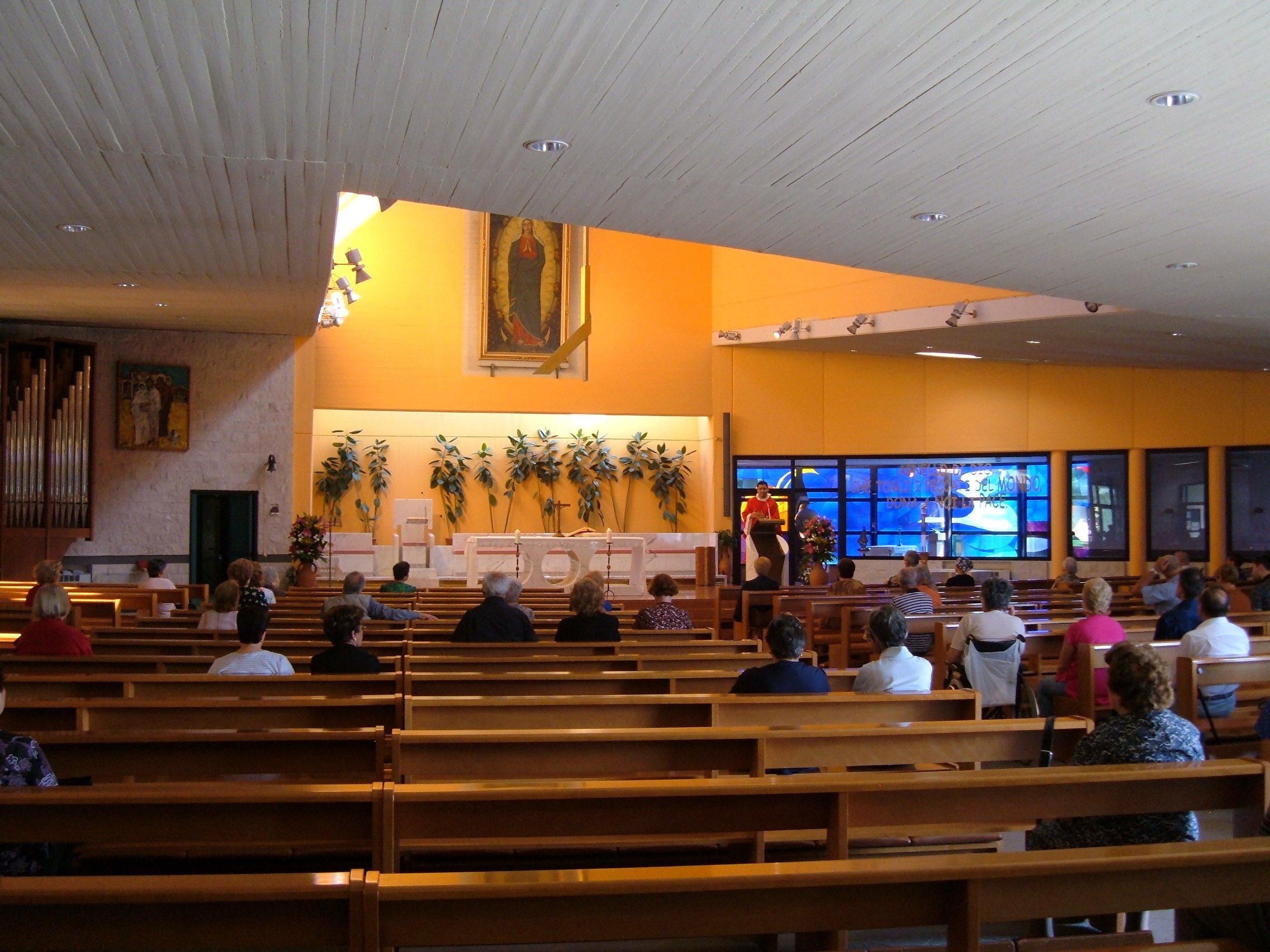
L'interno

### Architettura
La chiesa è a pianta ellittica. La volta, alquanto bassa, sopra il presbiterio è più alta e forma un grande lucernario. Il presbiterio è dominato da un grande quadro raffigurante Nostra Signora di Guadalupe. Al centro si trova l'altare maggiore, in marmo chiaro, con al lato l'ambone. In posizione arretrata, invece, vi è il lungo sedile in marmo per i concelebranti e i ministranti con la sede presidenziale. Lateralmente si trova la cappella del Santissimo Sacramento illuminata da graziose vetrate policrome. In fondo alla chiesa, vicino all'entrata principale, è posta una nursery.

### Organo a canne
Alla sinistra del presbiterio, a livello del pavimento, si trova l'organo a canne, costruito dalla ditta Tamburini nel 1993. Questo è a trasmissione mista: elettrica per i registri ed il pedale, meccanica per i manuali. Ha due tastiere di 58 note ciascuna ed una pedaliera di 30, e 21 registri.